# Kleines Dreieckhorn
Ne doit pas être confondu avec Dreieckhorn.
Le Kleines Dreieckhorn (littéralement petite corne du Triangle en allemand) est un sommet des Alpes bernoises, en Suisse, situé dans le canton du Valais, qui culmine à 3 638 m d'altitude.
Il domine, à l'ouest et au sud, le glacier de Mittelaletsch et, à l'est, le glacier d'Aletsch, dont il est séparé par des sommets secondaires, l'Erstes Dreieck et le Zweites Dreieck (dont les noms sont traduisibles, respectivement, par Premier Triangle et Deuxième Triangle). Sur la même arête que le Dreieckhorn se trouvent, au sud-est, l'Olmenhorn et, au nord-ouest, le Dreieckhorn.